# 大富脑村
大富脑村，是中华人民共和国江西省赣州市于都县铁山垅镇所辖的行政村。大富脑村位于铁山垅镇东南部。总人口629人(2005年)。大富脑村包含7个自然村：下别、大富脑、腊树下、合坑口、高坑、老秧脚、石壁滩村。区划代码360731101204。